# گزیر
گِزیر (به عربی: جزیر)، روستایی در دهستان حومه بخش مرکزی شهرستان بندر لنگه در استان هرمزگان ایران است. این روستا، مرکز دهستان حومه است.

## مردم و امکانات
مذهب مردم این روستا، اهل سنت و از پیروان امام محمد ادریس شافعی هستند.
این روستا دارای ۱۱ مسجد، ۶ مدرسه، بیمارستان، و (آب‌انبار) به گویش محلی (بُرکُه) می‌باشد.
مردم این روستا به زبان فارسی به لهجه محلی تکلم می‌کنند.
پیشهٔ بیشتر اهالی کشاورزی می‌باشد، اما به‌طور متفرقه مشاغلی از قبیل فعلگی، پیله وری، دریانوردی، بازرگانی، کارمندی، معلمی تا مقطع استادی دانشگاه و … در بین اهالی یافت می‌شود.
مدرسه رستگار گزیر اولین مدرسه‌ای بود که در سال ۱۳۴۲ در این دهستان ساخته شد؛ و امروز شهر گزیر دارای ۶ مدرسه از مقطع ابتدائی تا دبیرستان و یک مدرسه دینی و تعدادی مکتب‌خانه‌است.

## کشاورزی
روستای گزیر دارای ۱۲۰۰ هکتار زمین زیر کشت و نخلستان است، و زمین حاصلخیز گسترده‌ای دارد و آب چاه آن شیرین است و بیش از ۳۰۰ پمپ آب وچاه عمیق و نیمه عمیق دارد. عمده محصولات این دهستان به ترتیب عبارت است از: خربزه، هندوانه، خیار، گوجه فرنگی، خرما، بادنجان، کاهو، کلم، تره، جعفری، گشنیز، تربچه، و تمام سبزیجات، شتوی‌جات و صیفی‌جات کاشته می‌شود. همچنین جو و گندم وغله و تنباکو نیز می‌کارند. تنباکوی گزیر از شهرت و آوازهٔ زیادی برخوردار است و بی نظیری و مرغوبیت آن زبان‌زد همة طالبان این متاعِ نه چندان مفید است. در حال حاضر چشم‌انداز آینده کشاورزی گزیر متأسفانه چندان روشن و مطلوب به نظر نمی‌رسد، چرا که آب مرغوبی که در سی چهل سال گذشته در سفره زیر زمینی آن موجود بود و حتی برای شرب در سال‌هایی که باران نمی‌آمد از آن استفاده می‌شد، امروز دیگر از آن خبری نیست و آب موجود، بسیار نامرغوب و بدمزه شده‌است، به‌طوری‌که حتی محصولات کشاورزی هم به سختی در آن رشد و نمو می‌کند و عمق چاه‌های آن بعلت اینکه شبانه روز آب از آن کشیده می‌شود از۲۰ متر به ۷۰ تا۸۰ متر افزایش یافته‌است.

## بازی‌های محلی
یک بازی محلی است با چند روش مختلف انجام می‌شود بیشترین بازی که در بین بچه‌ها رواج دارد پنج‌دنگو (pang dongoo) می‌باشد اساس این بازی ۵عدد سنگ است.
در این بازی بین دو تا ده نفر بازیکن، که معمولاً از ده نفر بیشتر نیست، در بازی پنج دونگو(pang dongoo) اصولی وجود دارد که باید رعایت شود؛ مثلاً اگر از اول بازی به توافق رسیدند که بازی عروقی(aroghi) باشد در حین بازی نباید هیج یک از سنگ‌ها بهم بخورند وگرنه بازی را باخته و بازی به نفر بعدی می‌رسد این بازی از ۱۴ مرحله تشکیل شده‌است که از یک دنگو(yek dongoo) شروع می‌شود و به گل ختم می‌شود در گل(gol) با بازی که انجام می‌شود به تعداد سنگ‌های بافیمانده در دست امتیاز داده می‌شود:
1. بازی یک‌دنگو (yek dongoo) بازی است که چهار تا از سنگ‌ها روی زمین است ویکی از سنگ‌ها به عنوان مایه در دست است و یکی یکی سنگ‌ها را برمی‌داریم.
2. در بازی دو دنگو(duo dongoo) دوتا دوتا از سنگ‌ها را برمی‌داریم و به همین ترتیب تا مرحله چهارم پیش می‌رویم.
3. بازی پنج دنگو (pang dongoo) مثل بازی یکدنگو(yek dongo) است با این تفاوت که در دستی که مایه‌است سنگ‌ها را خارج نمی‌کنیم.
4. در این مرحله از بازی به صدا نکن می‌رسیم این بازی نیز مثل بازی یک‌دنگو(yek dongo) است با این تفاوت که سنگ‌ها نباید در تماس با مایه قرار بگیرد و صدا دهد.
5. بعد از این بازی به صدا بکن می‌رسیم که مثل صدا نکن است ولی باید صدا دهد.
6. به مشکل‌ترین مرحله ازبازی می‌رسیم که چهار دنگ به گل(char dong ba gol) نام دارد در این بازی اول یکی بعد دوتا سپس هر پنج سنگ را با هم پرتاب می‌کنیم.
7. بعد از این مرحله به تی ودنگو (tee va dong) می‌رسیم در این مرحله بعد از پرتاب مایه باید سنگ‌ها را در دست جابجا می‌کنیم که این بازی سرعت عمل زیادی می‌طلبد.
8. در این مرحله از بازی به عروس می‌رسیم در عروس انگشت اشاره را روی انگشت وسطی قرار می‌دهیم که تقریباً چیزی شبیه پنجره تشکیل می‌شود که باید سنگ‌ها را از آن عبور داد.
9. بعد، بازی کپ (coop)را انجام می‌دهیم که در این بازی تا سه بار همهٔ سنگ‌ها را به زمین می‌زنیم ومایه را به هوا پرتاپ می‌کنیم.
10. بعد به مسطراب (mostrab) می‌رسیم که در این بازی نیزکه ساختار مستطیلی شکل تشکیل می‌دهیم با سه ظربه باید سنگ‌ها را به هم برسانیم و آن‌ها را با هم از زمین برداریم.
11. در یکی مانده به پایان مرحله بازی وشک (vashk) را انجام می‌دهیم در این بازی سنگ‌ها را پشت سر هم قرار داده وبا یک ضربه آن را از زمین جمع می‌کنیم.
12. در پایان به بازی گل (gol)می‌رسیم که در این مرحله شخص با حداکثر سرعت عمل خود باید بکوشد تا هر چه بیشتر امتیاز کسب کند به این صورت که شخص پنج سنگ را در کف دست خود قرار می‌دهد و با پرتاب آن به بالا و جمع کردن آن در پشت دست که این کار سه بار انجام می‌شود به هر تعداد سنگی که در پشت دست بماند یک امتیاز محسوب می‌شود تعداد سنگ باقی‌مانده باید از ۲ تا بیشتر باشد اگر کمتر بود هیچ امتیاز نمی‌گیرد هر امتیاز که شخص بگیرد باید به شخص دست راستی خود به پشت دست او بزند.

## جمعیت
بر پایه سرشماری عمومی نفوس و مسکن در سال ۱۳۹۵، جمعیت این روستا برابر با ۷٫۰۰۰ نفر (۱٬۰۸۸ خانوار) بوده‌است.